# Setodes acchidra
Setodes acchidra är en nattsländeart som beskrevs av Schmid 1987. Setodes acchidra ingår i släktet Setodes och familjen långhornssländor. Inga underarter finns listade i Catalogue of Life.